# فيصل إبراهيم
فيصل إبراهيم لاعب كرة القدم أردني سابق، لعب لنادي الوحدات الأردني ومنتخب الأردن. وهو من مواليد مدينة الكويت في 22 يوليو 1976. يلعب في مركز الدفاع وتحديداً في مركز الظهير الأيمن.
كان فيصل إبراهيم الملقب (بالسوبر) مثالاً يتحذى للاعب الملتزم المعطاء، حيث أمضى 14 عاماً في صفوف المنتخب الوطني في رحلة توجت بلقبي الدورة العربية 97 و99 والوصول إلى ربع نهائي بطولة كأس آسيا عام 2004. وحافظ فيصل على مستواه الفني طيلة مشواره في الملاعب رغم تعدد الإصابات التي انتصرت عليه في النهاية واجبرته على اتخاذ قرار اعتزال اللعب والتوجه للتدريب.
وفي ناديه انضم السوبر إلى القافلة الخضراء عام 91 قادماً من الكويت ووصل الفريق الأول عام 93 وساهم مع ناديه بحصد كافة الألقاب المحلية إضافة لوصوله إلى نصف نهائي بطولة دوري أبطال العرب.
وتميز فيصل الذي شغل مركز الظهير الأيمن بأداء واجبه الدفاعي والهجومي بالكفاءة ذاتها وهذا ما فتح له أبواب الاحتراف لينضم إلى نادي الشباب السعودي قبل أن يعود لناديه الأم.
لعنة الإصابة وضعت حداً لمسيرة (السوبر) فيصل إبراهيم الرياضية كقائد للمنتخب الوطني ولناديه الوحدات إلا أن السوبر سيبقى قريباً من معشوقته كرة القدم من خلال دخول عالم التدريب بعد أن حصل على دورة تدريبية.

## أرقام من حياته الكروية
- - أول مشاركة لفيصل إبراهيم مع المنتخب الوطني كانت في عام 1996 عن طريق المدرب محمد عوض انذاك.
- - أول لقب مع المنتخب الوطني كان ذهبية الدورة العربية في بيروت عام 1997.
- - حقق لقب ذهبية الدورة العربية في عمان (1999) (دورة الحسين).
- - ساهم في وصول منتخبنا الوطني إلى ربع النهائي في نهائيات آسيا في الصين (2004).
- - رغم أنه شغل مركز الظهير الأيمن الا انه تميز بدوره الهجومي كما لم يطرد بالبطاقة الحمراء الا مرة واحدة امام المنتخب الكويتي في النهائيات الآسيوية بخطأ تكتيكي اضطر للقيام به لمنع المهاجم بشار عبد الله من التسجيل وانتهى اللقاء بفوز منتخبنا الوطني.
- - حمل شارة قيادة المنتخب الوطني بعد اعتزال عبد الله أبو زمع في اواخر عام 2004
- - ومع ناديه الوحدات توج بكافة الألقاب المحلية وتوج مشواره برباعية تاريخية موسم 2008/2009.
- - حمل الرقم 16 لتأثره باللاعب فيصل الدخيل

ألقابه : السوبر، F16
تاريخ الاعتزال : 16/9/2010

## روابط خارجية
- فيصل إبراهيم على موقع الاتحاد الدولي (مؤرشف)  (الإنجليزية)
- فيصل إبراهيم على موقع قاعدة بيانات كرة القدم.إي يو (الإنجليزية)
- فيصل إبراهيم على موقع ناشيونال فوتبول تيمز (الإنجليزية)
- فيصل إبراهيم على موقع كووورة